# Stanisław Stawicki

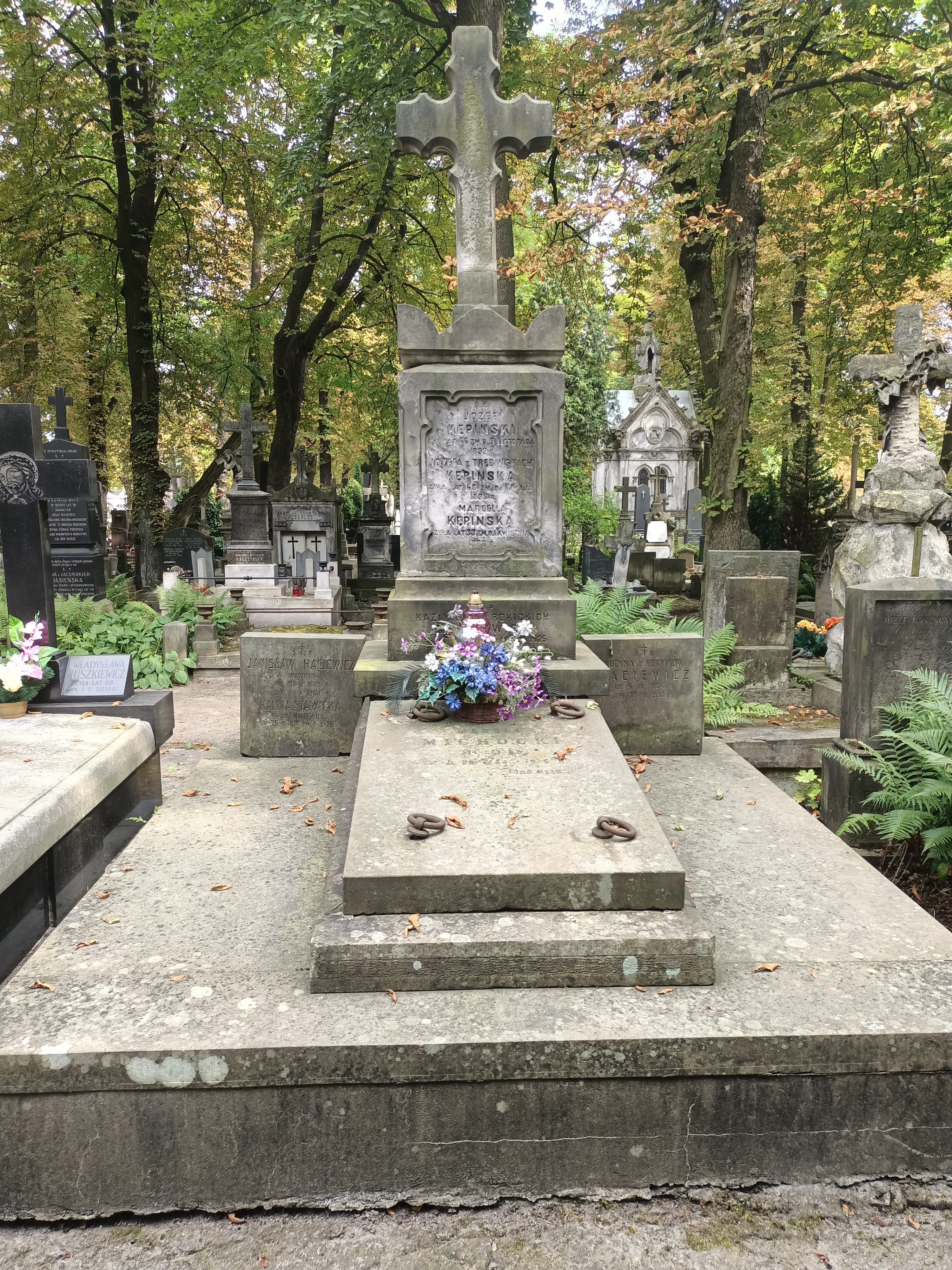
Grób Stanisława Stawickiego na Cmentarzu Powązkowskim

Stanisław Władysław Stawicki (ur. 13 listopada 1930 w Zagórowie, zm. 20 lipca 2016) – specjalista w zakresie konserwacji zabytków.
Ukończył studia na Wydziale Konserwacji Dzieł Sztuki Akademii Sztuk Pięknych w Krakowie w 1957 r. Od roku 1996 był profesorem zwyczajnym Akademii Sztuk Pięknych w Warszawie. W latach 1960–1962 zajmował się konserwacją malowideł ściennych z XVII-XIX w. w pałacu w Wilanowie. W latach 1972–1978 konserwował bizantyńsko-ruską polichromię ścienną z 1418 roku w kościele zamkowym w Lublinie. Kolejnym obiektem jego pracy były obrazy M. Willmana z cyklu "Martyrologia świętych" w kościele Wszystkich Świętych i kościele św. Wawrzyńca w Warszawie.
W roku 1997 otrzymał złotą odznakę „Za opiekę nad zabytkami”.
Zmarł 20 lipca 2016.

## Wybrane publikacje
- Papirusy Tebańskie, 1987
- Szkice z dziejów unickiego klasztoru w Supraślu, w: "Biuletyn Konserwatorski Województwa Białostockiego", 1995
- Techniczne i technologiczne problemy ściennych malowideł bizantyńsko-ruskich w kościele zamkowym w Lublinie, w: Kaplica Trójcy Świętej na Zamku Lubelskim, 1999.